# Просветский сельсовет (Курганская область)
Просве́тский сельсове́т — упразднённые административно-территориальная единица и муниципальное образование со статусом сельского поселения в составе Кетовского района Курганской области России.
Административный центр — село Просвет.
15 марта 2022 года сельсовет был упразднён в связи с преобразованием муниципального района в муниципальный округ.

## История
В соответствии с Законом Курганской области от 6 июля 2004 года № 419 сельсовет наделён статусом сельского поселения.

## Население
| 1989  | 2002  | 2010  | 2012  | 2013  | 2014  | 2015  |
| ----- | ----- | ----- | ----- | ----- | ----- | ----- |
| 2562  | ↗3048 | ↗3165 | ↗3267 | ↗3319 | ↗3358 | ↘3325 |
| 2016  | 2017  | 2018  | 2019  | 2020  |       |       |
| ↘3316 | ↗3328 | ↗3338 | ↘3299 | ↘3279 |       |       |

## Состав сельского поселения
| № | Населённый пункт | Тип населённого пункта       | Население |
| - | ---------------- | ---------------------------- | --------- |
| 1 | Казарма 338 км   | станция                      | ↘16       |
| 2 | Просвет          | село, административный центр | ↗3149     |